# DJ Shushupe
Úrsula Talavera,( Lima Perú , 28 de setiembre de 1982)  conocida artísticamente como DJ Shushupe, es una disc-jockey y productora musical peruana.

## Biografía
Antes de iniciar su carrera musical, en 2006, estudiaba Ingeniería forestal en la Universidad Agraria La Molina.
Escogió su nombre artístico de una serpiente venenosa amazónica, la especia Lachesis muta, conocida como «shushupe». Este apelativo está directamente relacionado al género musical que produce, ya que fusiona ritmos electrónicos con cumbia peruana y sonidos del folklore de la Amazonia peruana. 
Tras un viaje a Indonesia, en 2014 publicó su primer EP, Indocumbia, una fusión de musica tradicional de Indonesia, con cumbia y beats electrónicos .
En 2015, tras obtener la victoria entre varios disc-jockeys, fue elegida para representar al Perú en los premios Miller Soundclash en Las Vegas, en la cual quedó finalista. Ese mismo año, fue parte de la fiesta DJ Night de Fuerza Bruta en el Museo Pedro de Osma.
Al año siguiente, en 2016, publicó su segundo EP, Taricaya, donde realiza un homenaje a la Reserva ecológica Taricaya, ubidaca en Puerto Maldonado, y participó en el Girlie Circuit Lesbian Festival, a modo de preparty para el Orgullo LGBT de Lima. También realizó su primera gira por Europa.
En 2017 toco junto a Dengue Dengue Dengue! y Los Wembler’s de Iquitos. Bélgica,así como también participó en el Festival Guacamayo Tropical junto a Los Mirlos dentro del marco del Festival Cultura Inquieta en Madrid.
En 2018 en el marco de la participación de la selección peruana de fútbol en el Mundial de Rusia, fue la encargada de musicalizar la denominada Casa Perú de Moscú.
Alcanzó notoriedad pública en 2019 al ser parte de las artistas invitadas en la Ceremonia de Clausura de los Juegos Panamericanos de Lima.
En noviembre de 2019, con el auspicio de Red Bull, actuó en el BIME City de Bilbao (España).
En febrero de 2020 fue parte del festival al aire libre AfueraFest, en la terraza del Gran Teatro Nacional.
En 2022 fue la representante peruana en el proyecto Jägermeister Night Embassy, celebrado en São Paulo.

## Vida personal
Úrsula Talavera es abiertamente lesbiana. Pareja: Ares Escudero, performer y bailarina de danza contemporanea

## Discografía
DJ Shushupe ha publicado la siguiente producción musical:

### EP
Indocumbia (2014)
Taricaya(2016)
Iquitos(2023)

### Singles
Espiritu Tribal (Sello Venenosa)
Cuando va Cayendo el Sol ( Sello Venenosa )
Cumbia 420 (Sello Venenosa) 
Selva Negra
Kallpa (Sello Matraca) 
Ayahuasca Love (Sello New Latam Beats )